# Das Geheimnis der Meerjungfrau
Das Geheimnis der Meerjungfrau (Originaltitel: The Mermaid Chair) ist ein US-amerikanisch-kanadisches Filmdrama aus dem Jahr 2006. Regie führte Steven Schachter, das Drehbuch schrieb Suzette Couture anhand eines Romans von Sue Monk Kidd.

## Handlung
Die verheiratete Jessie Sullivan hat seit dem Tod ihres Vaters ein schlechtes Verhältnis zu ihrer religiös engagierten Mutter Nelle. Eines Tages erfährt sie, dass Nelle sich selbst verstümmelte, sie hat sich einen Finger abgehackt. Sullivan reist in ihren Heimatort, um ihre Mutter Nelle zu pflegen. Dort lernt sie den Ordensbruder Thomas kennen, in den sie sich verliebt. Außerdem erfährt sie die Wahrheit über ihre Vergangenheit.

## Kritiken
Die Zeitschrift TV Spielfilm schrieb, der Film sei ein „verquaster Selbstfindungs-Langweiler“. Die „pseudo-tiefsinnige Schmonzette [wirke] wie  die transatlantische Variante eines Rosamunde-Pilcher-Films.“

„Eine hochemotionale Bestseller-Verfilmung um Trennung, Verlust und Verantwortung.“

## Hintergrund
Der Film wurde in einigen Orten in British Columbia gedreht. Er wurde für einen für Frauen bestimmten Kanal des Kabelfernsehens produziert und zum ersten Mal im US-amerikanischen Fernsehen am 9. September 2006 ausgestrahlt. Am 26. März 2008 kam der Film das erste Mal im deutschen Fernsehen.
Kim Basinger spielte zum ersten Mal in einem Fernsehfilm.